# Rho Persei
Désignations
Rho Persei (ρ Per / ρ Persei, Rhô de Persée) est une étoile de la constellation de Persée. Elle porte également le nom traditionnel Gorgonea Tertia, référence aux Gorgones de la mythologie grecque. En astronomie chinoise, cette étoile fait partie de l'astérisme Daling, qui représente un mausolée.
Rho Persei est une variable semi-régulière de type SRb, dont la magnitude apparente varie entre 3,3 et 4,0 sur des périodes de 50 jours et de 1100 jours. Elle est de type spectral M4 et est à environ 317 années-lumière de la Terre. ρ Persei possède une luminosité totale égale à 3470 fois celle du Soleil tandis que son rayon vaut 164 fois celui du Soleil. L'étoile a une masse de 3 masses solaires tandis que sa température de surface vaut 3460 kelvins, lui donnant une teinte rouge.